# Schloss Ernich

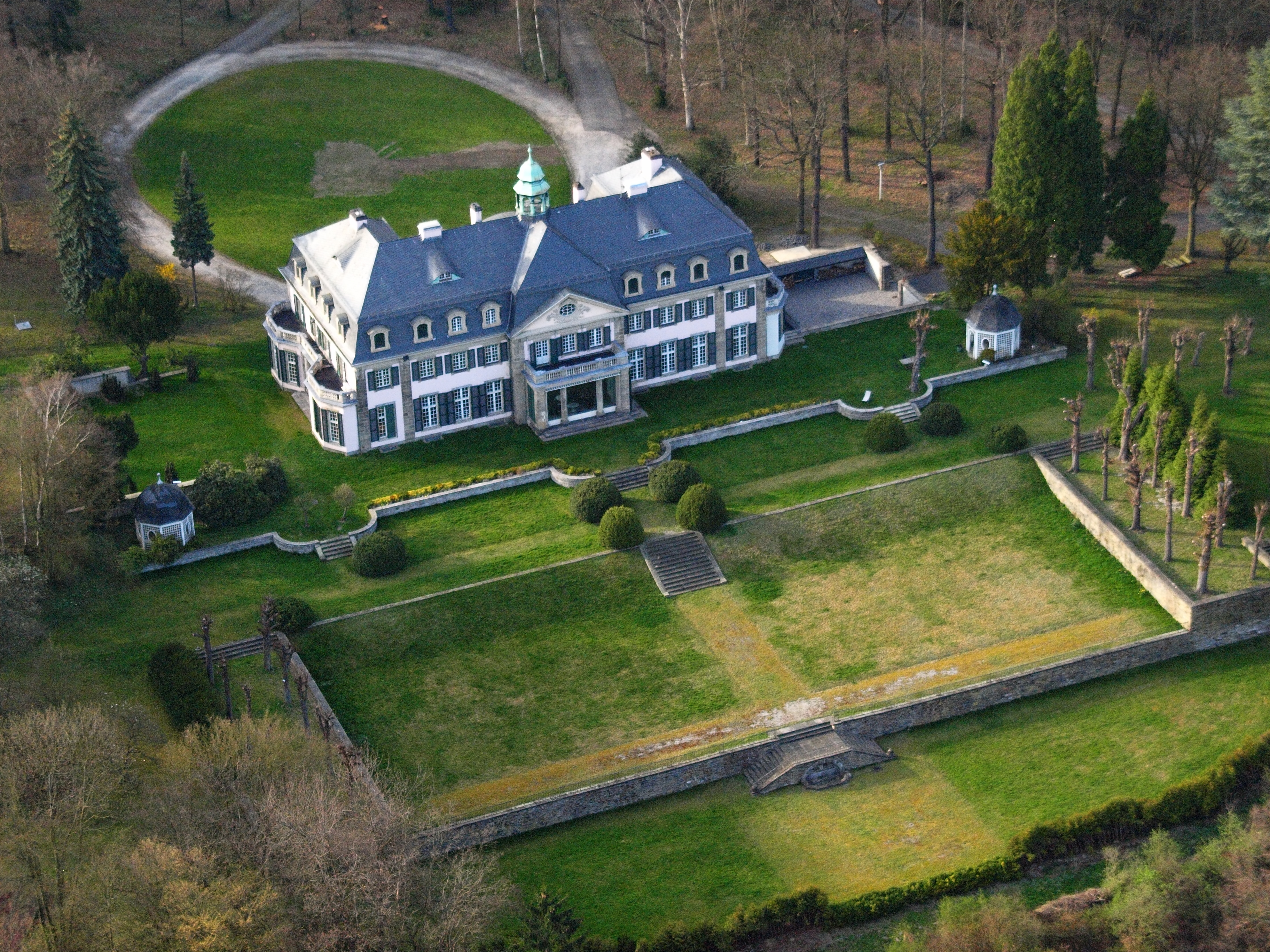
Schrägluftbild (2010)

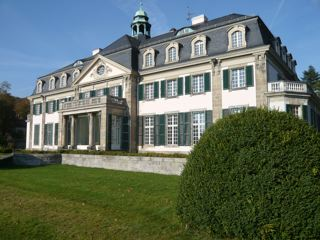
Gartenseite (Herbst 2008)

Schloss Ernich (auch Haus Ernich) ist ein neobarockes Herrenhaus in Remagen, einer Stadt im rheinland-pfälzischen Landkreis Ahrweiler, das 1908 fertiggestellt wurde. Es liegt zwischen der Remagener Innenstadt und Oberwinter hoch oberhalb der Bundesstraße 9 und der Schienenstrecke Köln–Koblenz auf der linken Seite des Rheins, gegenüber der Stadt Unkel. Das Schloss steht als Gesamtanlage einschließlich Park als Kulturdenkmal unter Denkmalschutz. Von 1949 bis 1955 war es Residenz des französischen Hohen Kommissars, anschließend bis 1999 des französischen Botschafters in der Bundesrepublik Deutschland.

## Lage
Schloss Ernich liegt auf 134 m ü. NHN, etwa 85 m oberhalb des Rheins auf einem von Westen nach Osten abfallenden plateauähnlichen Gelände mit Ausblick in südöstlicher Richtung. Es ist über eine private, gewundene Zufahrtsstraße von der parallel zum Rhein und zur B 9 verlaufenden Kreisstraße 40 aus zu erreichen. Vor dem Schlossbereich endet außerdem ein Waldweg. Als Haus Ernich bildet es einen Wohnplatz innerhalb des Ortsbezirks Remagen der gleichnamigen Stadt.

## Geschichte

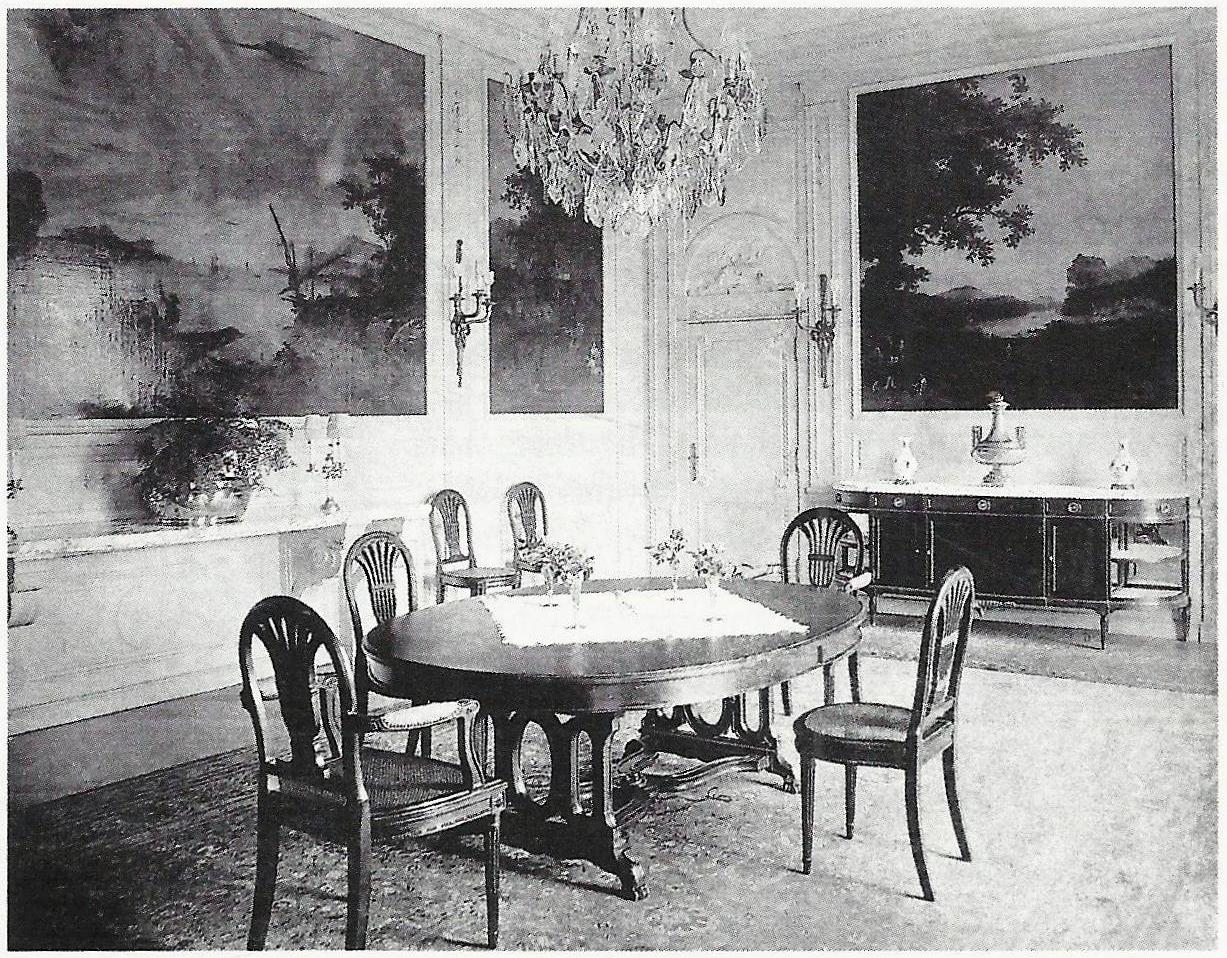
Salon (um 1910)

Das Haus entstand von 1906 bis 1908 im Stil des Neobarock für den Bauherrn Arnold von Guilleaume (1868–1939), einen Kölner Großindustriellen, nach einem Entwurf des Architekten und Hofbaumeisters Ernst von Ihne. Benannt wurde es nach der Flur „Im Ernich“, in der sich das Grundstück befand. Am 12. August 1906 erfolgte der erste Spatenstich, 1907 wurde das Richtfest begangen. Am 18. April 1908 bezog die Familie Guilleaume das Anwesen.:170 Später wurden auf dem Gelände noch einige Nebengebäude errichtet: eine Kutscherwohnung, eine Kegelbahn und ein Maschinenhaus. 1910 entstand eine große Freitreppe.:172
Bis 1930 diente Schloss Ernich als Land- und Sommerresidenz von Arnold und dessen Ehefrau Elisabeth „Ella“ von Guilleaume, geb. Deichmann. Nach Beendigung des Ersten Weltkriegs wurde es ab 1919 zwei Jahre von der amerikanischen Besatzungsmacht mit 30 Soldaten übernommen. 1933/34 richtete die Familie Richardsen dort ein besonders bei der Kölner Gesellschaft beliebtes Hotelrestaurant ein, für das eigens ein neuer Küchentrakt entstand. Der damalige Reichskanzler Adolf Hitler soll in dieser Zeit einige Male auf Schloss Ernich gastiert haben, darunter am 12. April 1937.:172 Der Betrieb des Hotels wurde während des Zweiten Weltkriegs geschlossen. Bis 1945 war das Schloss nun Kriegslazarett. Gegen Kriegsende in der Region wurde es am 5. März 1945 von amerikanischen Besatzungstruppen eingenommen, am 13. März geräumt und die bisherigen Bewohner nach Unkelbach umquartiert. Anschließend kamen dort übergangsweise ausgebombte Familien aus Remagen unter. Es folgte eine Beschlagnahmung durch die britische Besatzung, die vor ihrem Abzug das Mobiliar und die 30 Betten des Hauses mitnahm. Am 15. Juli 1945 wurde auf Schloss Ernich vom Oberbefehlshaber der nachrückenden französischen Besatzung ein Ferienheim für Pariser Kinder und eine Schule für die Kinder der Besatzungsmacht eingerichtet. Ab Oktober 1947 konnte die Familie von Guilleaume wieder einige Zimmer des Hauses bewohnen. Nach einem zeitweiligen Leerstand diente es der Internationalen Film-Union ab dem 8. Januar 1949 (Pachtvertrag) als Gästehaus für ihre auf Zeit verpflichteten Mitarbeiter.
Im Herbst 1949 richtete die Französische Republik auf Schloss Ernich die Residenz ihres Hohen Kommissars am Regierungssitz Bonn ein, der für sein Land die Alliierten Kontrollrechte gegenüber der Bundesrepublik Deutschland ausübte und seinen Dienstsitz in Bad Godesberg hatte. Am 7. September erfolgte die Hissung der französischen Flagge. Das Schloss mit seinerzeit 40 Räumen wurde, zunächst auf Kosten des Landes Rheinland-Pfalz, mit wertvollen Gemälden und Louis-seize-Möbeln ausgestattet.:56 Am Beginn der Zufahrtsstraße entstanden Unterkunftskasernen der französischen Gendarmerie.:103 Die Funktion des Hochkommissars bekleidete André François-Poncet, der enge Beziehungen zur Stadt Remagen unterhielt. Ab dem 13. Januar 1950 übernachtete der französische Außenminister Robert Schuman im Rahmen seines ersten Staatsbesuchs in Deutschland auf Schloss Ernich:169, am 15. Januar 1950 führte er dort Verhandlungen mit Bundeskanzler Konrad Adenauer über die Souveränität des besetzten Deutschlands. Als diese 1955 erreicht wurde und die Alliierte Hohe Kommission sich auflöste, wurde die französische Hochkommission in eine reguläre Botschaft umgewandelt. Das Schloss diente nun – aus der Beschlagnahme entlassen und von Frankreich angemietet – als Residenz der Botschaft, Wohnsitz des französischen Botschafters; die wertvolle Möblierung wurde teilweise ausgetauscht.:56 Auch später übernachteten einige der französischen Staatsgäste auf Schloss Ernich. 1959 ging das Anwesen, das bis dahin noch der Familie Guilleaume gehörte, auch ins Eigentum Frankreichs über.
Im Zuge der Verlegung des Regierungssitzes zog die französische Botschaft 1999 nach Berlin um (→ Französische Botschaft in Berlin). Die bisherige Residenz der Botschaft stand nun leer, gehörte aber weiterhin der Französischen Republik. Zwischenzeitliche Überlegungen des Bundeskanzlers Helmut Kohl, das Haus nach dem Umzug als deutsch-französisches Kulturzentrum zu nutzen, scheiterten. Im Dezember 2006 erwarb der deutsche Filmproduzent Ulrich Felsberg das Schloss vom französischen Finanzministerium und begann 2007 mit einer Sanierung. Die Arbeiten wurden 2011 weitgehend abgeschlossen. 2018 wurden Pläne von Felsberg publik, das Anwesen zu einem Hotel umzubauen.

## Architektur

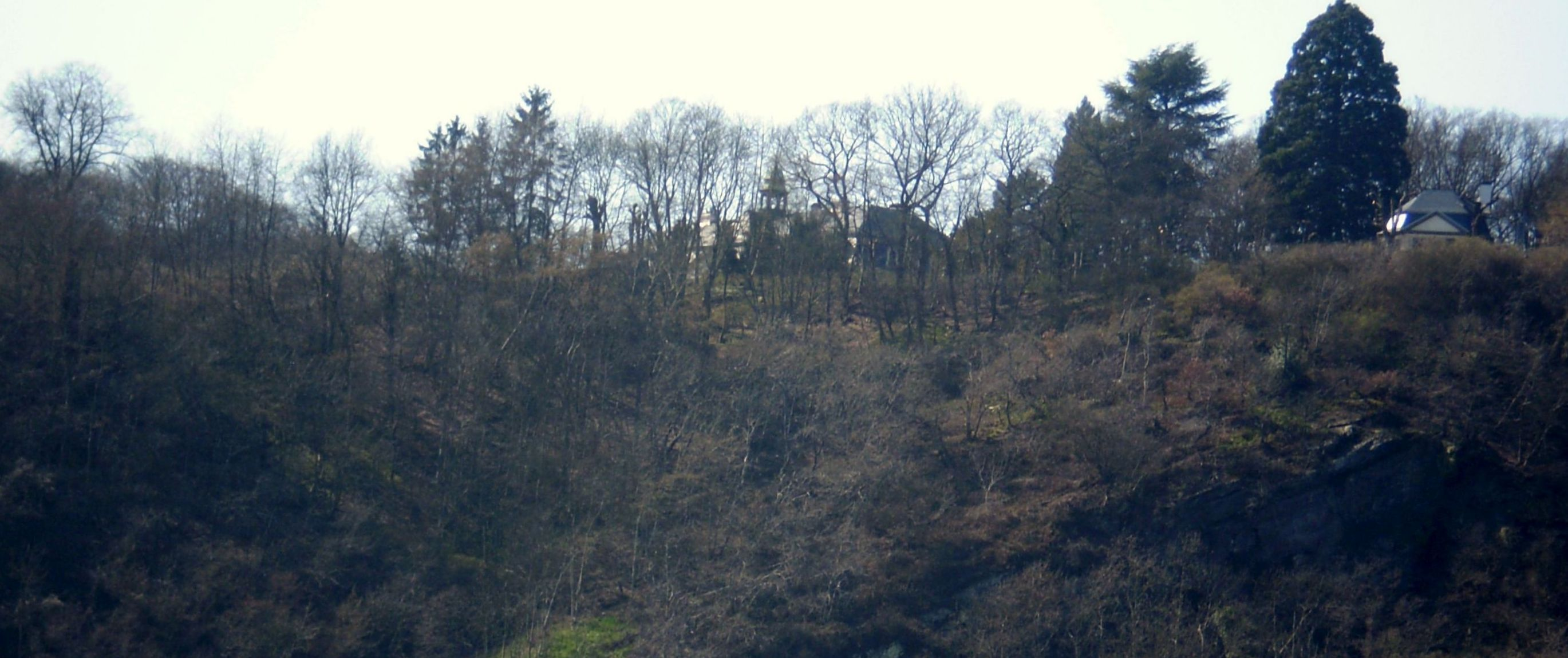
Ansicht von der gegenüberliegenden Rheinseite in Unkel (Frühjahr 2009)

Das Schloss ist zwei- bis dreigeschossig in rechteckigen Formen errichtet, verfügt über kurze Seitenflügel und besitzt ein Mansarddach. Die Gartenfront ist als repräsentative Schauseite ausgebildet und zum Rhein ausgerichtet. Sie umfasst elf Achsen, von denen drei auf einen vorspringenden Mittelrisalit entfallen. Dieser nimmt ein eingeschossiges Eingangsportal auf, das einen Balkon trägt, und wird nach oben hin von einem Dreiecksgiebel in klassizistischen Formen abgeschlossen. Die Fassaden der Seitenflügel sind unterschiedlich gestaltet: der westliche mit zwei halbrunden söllerartigen Vorbauten, der östliche mit einem einzigen durchlaufenden. Das Haus wird von einem Dachreiter geschmückt.
Südöstlich an das Schloss schließt sich eine stufenförmig dreifach abgetreppte Gartenanlage an, die bis zur bergseitigen Kante des zum Rheinufer hinabführenden Steilhangs reicht. Am nordöstlichen Rand der Schlossanlage befindet sich ein Aussichtspavillon, am südlichen Rand ein Tennisplatz.